# Серидо-Осидентал-Параибану (микрорегион)

Серидо-Осидентал-Параибану на карте.

Серидо-Осидентал-Параибану (порт. Microrregião do Seridó Ocidental Paraibano) — микрорегион в Бразилии. входит в штат Параиба. Составная часть мезорегиона Борборема. Население составляет 	39 132	 человека (на 2010 год). Площадь — 	1738,548	 км². Плотность населения — 	22,51	 чел./км².

## Демография
Согласно сведениям, собранным в ходе переписи 2010 г. Национальным институтом географии и статистики (IBGE), население микрорегиона составляет:						
| Полное население                             | Полное население                             | Полное население                             | Полное население                             | 39 132 |
| -------------------------------------------- | -------------------------------------------- | -------------------------------------------- | -------------------------------------------- | ------ |
| в том числе:                                 | Городское население                          | 29 394                                       | Процент городского населения, %              | 75,11  |
|                                              | Сельское население                           | 9 738                                        | Процент сельского населения, %               | 24,89  |
|                                              | Мужское население                            | 19 375                                       | Процент мужского населения, %                | 49,51  |
|                                              | Женское население                            | 19 757                                       | Процент женского населения, %                | 50,49  |
| Плотность населения, чел/км²                 | Плотность населения, чел/км²                 | Плотность населения, чел/км²                 | Плотность населения, чел/км²                 | 22,51  |
| Население микрорегиона в % к населению штата | Население микрорегиона в % к населению штата | Население микрорегиона в % к населению штата | Население микрорегиона в % к населению штата | 1,04   |

## Статистика
- Валовой внутренний продукт на 2003 год составляет 78 157 996,00 реалов (данные: Бразильский институт географии и статистики).
- Валовой внутренний продукт на душу населения на 2003 год составляет 2114,21 реалов (данные: Бразильский институт географии и статистики).
- Индекс развития человеческого потенциала на 2000 год составляет 0,647 (данные: Программа развития ООН).

## Состав микрорегиона
В составе микрорегиона включены следующие муниципалитеты:
1. Жунку-ду-Серидо
2. Салгадинью
3. Санта-Лузия
4. Сан-Жозе-ду-Сабужи
5. Сан-Мамеди
6. Варзеа